# شامل بورزجيف
شامل بورزجيف (1985 - 2010)، هو لاعب كرة قدم روسي. بدأ مسيرته مع نادي «أنجي محج قلعة» الداغستاني.
توفي في حادث سيارة بالقرب من مدينة كيزيليورت يوم 5 ديسمبر 2010.